# The Collection (Anthrax)
The Collection è una raccolta degli Anthrax.

## Tracce
1. A.I.R.
2. Armed and Dangerous
3. Bring the Noise
4. Anti-Social
5. Metal Trashing Mad (live)
6. Efilnikufesin [N.F.L.] - N.F.L.
7. Parasite
8. Gung-Ho
9. Misery Loves Company
10. Out of Sight, Out of Mind
11. Make me Laugh
12. Keep It in the Family
13. In my World
14. Got the Time
15. I'm the Man '91
16. Madhouse